# Bergstedter Graben
El Bergstedter Graben és un riu d'Hamburg que neix al barri de Bergstedt al carrer Volksdorfer Damm i que desemboca al Furtbek al parc natural d'Hainesch-Iland.